# هيميل هيمبستيد (دائرة انتخابية في المملكة المتحدة)
هيميل هيمبستيد (بالإنجليزية: Hemel Hempstead)‏ هي إحدى الدوائر الانتخابية في المملكة المتحدة الممثلة في مجلس العموم في برلمان المملكة المتحدة.
عضو البرلمان الذي يمثلها حالياً هو :Mike Penning (Con).